# Calcio ai Giochi della XVIII Olimpiade
Il torneo di calcio della XVIII Olimpiade fu il tredicesimo torneo olimpico di calcio maschile ed il quarto ad essere disputato dalle nazionali olimpiche. Si tenne dall'11 al 23 ottobre 1964 a Tokyo con il supporto di altre quattro città (Yokohama, Saitama, Osaka e Kyoto).
Originariamente avrebbero dovuto presentarsi 16 squadre, ma vi furono due defezioni prima dell'inizio del torneo sicché il torneo si disputò tra 14 squadre. Essendo i ritiri delle due squadre giunti troppo tardi per rimpiazzarle, due gironi su quattro videro alla partenza tre squadre e quindi si risolsero in tre incontri invece di sei.
Vincitrice del torneo olimpico fu l'Ungheria, che si impose in finale sulla Cecoslovacchia.
Come per le edizioni precedenti, potevano essere impiegati solo calciatori dilettanti, ma la regola introdotta nell'edizione precedente cambiò leggermente: non potevano essere convocati i calciatori che avevano disputato almeno una partita del campionato mondiale di Cile 1962 (qualificazioni incluse). Questa regola non si applicava alle nazionali africane ed asiatiche.

## Squadre partecipanti
L'Italia decise di ritirarsi (decisione a cui concordarono sia CONI che FIGC) dopo una segnalazione anonima (attribuita a una non precisata società calcistica italiana, le cui intenzioni furono ascritte alla volontà di non cedere i propri giocatori durante il campionato) con cui si denunciava lo status professionistico dei calciatori italiani al torneo. La FIFA tentò una mediazione con il CIO alla luce del fatto che le federazioni calcistiche dell'Est europeo erano use inviare ai Giochi olimpici le loro rappresentative maggiori, avendo i loro sportivi di ogni livello lo status dilettantistico e che già era stata adottata in passato, per evitare squilibri con gli Stati dove il calcio era professionistico, la regola di permettere la partecipazione ai Giochi olimpici solo a quei calciatori che non avessero mai preso parte alla fase finale del campionato mondiale. Il CIO tuttavia ribadì l'incompatibilità tra professionismo e partecipazione olimpica e fu deciso quindi di non prendere parte al torneo di calcio.
La Corea del Nord invece boicottò i Giochi olimpici per protesta contro la decisione del CIO di squalificare alcuni suoi atleti che avevano partecipato l'anno precedente a una manifestazione sportiva in Indonesia da questi non autorizzata.
Nota bene: nella tabella sottostante si tengono conto solo delle partecipazioni e dei piazzamenti ottenuti dalle nazionali olimpiche.
| Squadre                   | Confederazione | Data di qualificazione certa | Motivo della partecipazione                                           | Ultima apparizione | Miglior risultato                        |
| ------------------------- | -------------- | ---------------------------- | --------------------------------------------------------------------- | ------------------ | ---------------------------------------- |
| Giappone                  | AFC            | 26 giugno 1959               | Rappresentativa nazionale del paese organizzatore                     | Melbourne 1956     | Turno di qualificazione (Melbourne 1956) |
| Jugoslavia                | UEFA           | 10 settembre 1960            | Campione in carica                                                    | Roma 1960          | Oro (Roma 1960)                          |
| Argentina                 | CONMEBOL       | -                            | 1ª classificata nel gruppo unico di qualificazione                    | Roma 1960          | Primo turno (Roma 1960)                  |
| Brasile                   | CONMEBOL       | -                            | 2º classificato nel gruppo unico di qualificazione                    | Roma 1960          | Quarti di finale (Helsinki 1952)         |
| Cecoslovacchia            | UEFA           | -                            | Vincitrice del gruppo 5 di qualificazione                             | Esordiente         | -                                        |
| Corea del Sud             | AFC            | -                            | Vincitrice del gruppo 1 di qualificazione                             | Esordiente         | -                                        |
| Ghana                     | CAF            | -                            | Vincitore del gruppo 2 di qualificazione                              | Esordiente         | -                                        |
| Iran                      | AFC            | -                            | Vincitore del gruppo 3 di qualificazione                              | Esordiente         | -                                        |
| Marocco                   | CAF            | -                            | Vincitore del gruppo 3 di qualificazione                              | Esordiente         | -                                        |
| Messico                   | CONCACAF       | -                            | 1º classificato nel gruppo unico della seconda fase di qualificazione | Esordiente         | -                                        |
| Rep. Araba Unita          | CAF            | -                            | Vincitrice del gruppo 1 di qualificazione                             | Roma 1960          | Ottavi di finale (Helsinki 1952)         |
| Romania                   | UEFA           | -                            | Vincitrice del gruppo 1 di qualificazione                             | Helsinki 1952      | Turno di qualificazione (Helsinki 1952)  |
| Squadra Unificata Tedesca | UEFA           | -                            | Vincitrice del gruppo 3 di qualificazione                             | Esordiente         | -                                        |
| Ungheria                  | UEFA           | -                            | Vincitrice del gruppo 2 di qualificazione                             | Roma 1960          | Oro (Helsinki 1952)                      |

## Stadi
| Città    | Stadio                        | Capacità |
| -------- | ----------------------------- | -------- |
| Tokyo    | National Stadium              | 60.000   |
| Tokyo    | Stadio Principe Chichibu      | 27.188   |
| Tokyo    | Komazawa Stadium              | 22.892   |
| Yokohama | Mitsuzawa Stadium             | 15.046   |
| Saitama  | Ōmiya Park Soccer Stadium     | 15.500   |
| Kyoto    | Nishikyogoku Athletic Stadium | 20.242   |
| Osaka    | Nagai Stadium                 | 23.000   |

## Formula
Le squadre furono ripartite in quattro gironi da quattro squadre ciascuna che si sarebbero affrontate con la formula del girone all'italiana.
Dopo le defezioni di Corea del Nord e Italia due gironi rimasero a tre squadre, comunque fu fatto salvo il principio che alla fase a eliminazione avrebbero acceduto le prime due di ogni girone.
Queste si sarebbero affrontate nei quarti di finale; fu prevista, per l'ultima volta nella storia del torneo olimpico di calcio, la finale di consolazione per il quinto posto, cui accedettero le quattro quartifinaliste perdenti.
Le quattro quartifinaliste vincenti si sarebbero affrontate in semifinale, e le vincenti le due semifinali si sarebbero contese la medaglia d'oro, mentre le due perdenti quella di bronzo.
Gli orari degli incontri sono tratti dal rapporto ufficiale dei giochi della XVIII Olimpiade a cura del comitato organizzatore.

## Risultati

### Fase a gironi

#### Girone A
| Squadra                   | P.ti | G | V | N | P | GF | GS | DR |
| ------------------------- | ---- | - | - | - | - | -- | -- | -- |
| Squadra Unificata Tedesca | 5    | 3 | 2 | 1 | 0 | 7  | 1  | +6 |
| Romania                   | 5    | 3 | 2 | 1 | 0 | 5  | 2  | +3 |
| Messico                   | 1    | 3 | 0 | 1 | 2 | 2  | 6  | -4 |
| Iran                      | 1    | 3 | 0 | 1 | 2 | 1  | 6  | -5 |

| Arbitro: | De Queiroz |

|                                          |           |  |
| Bauchspieß 7’ Vogel 20’, 63’ Frenzel 44’ | Marcatori |  |

| Arbitro: | Yokoyama |

|             |           |                                          |
| Fragoso 73’ | Marcatori | 20’ Creiniceanu 33’ Pîrcălab 47’ Ionescu |

| Arbitro: | Korelus |

|             |           |               |
| Frenzel 22’ | Marcatori | 27’ Pavlovici |

| Arbitro: | Wontumi |

|            |           |              |
| Nirlou 59’ | Marcatori | 54’ González |

| Arbitro: | De Silva |

|                          |           |  |
| Barthels 37’ Nöldner 66’ | Marcatori |  |

| Arbitro: | Comesaña |

|  |           |               |
|  | Marcatori | 26’ Pavlovici |

#### Girone B
| Squadra        | P.ti | G | V | N | P | GF | GS | DR |
| -------------- | ---- | - | - | - | - | -- | -- | -- |
| Ungheria       | 4    | 2 | 2 | 0 | 0 | 12 | 5  | +7 |
| Jugoslavia     | 2    | 2 | 1 | 0 | 1 | 8  | 7  | +1 |
| Marocco        | 0    | 2 | 0 | 0 | 2 | 1  | 9  | -8 |
| Corea del Nord | -    | - | - | - | - | -  | -  | -  |

| Arbitro: | Kim Duk-Chun |

|                                          |           |  |
| Bene 13’, 38’ (rig.), 70’, 74’, 78’, 87’ | Marcatori |  |

| Arbitro: | Imam |

|             |           |                            |
| Bouachra 2’ | Marcatori | 8’ Samardžić 12’ 59’ Belin |

| Arbitro: | Fukushima |

|                                                             |           |                                       |
| Csernai 5’, 11’, 44’, 63’ (rig.) Farkas 18’ Bene 25’ (rig.) | Marcatori | 1’, 82’Osim 12’ 35’ Belin 31’ Zambata |

#### Girone C
| Squadra          | P.ti | G | V | N | P | GF | GS | DR  |
| ---------------- | ---- | - | - | - | - | -- | -- | --- |
| Cecoslovacchia   | 6    | 3 | 3 | 0 | 0 | 12 | 2  | +10 |
| Rep. Araba Unita | 3    | 3 | 1 | 1 | 1 | 12 | 6  | +6  |
| Brasile          | 3    | 3 | 1 | 1 | 1 | 5  | 2  | +3  |
| Corea del Sud    | 0    | 3 | 0 | 0 | 3 | 1  | 20 | -19 |

| Arbitro: | Valenzuela |

|                                                      |           |                |
| Lichtnégl 25’ Vojta 26’ Mráz 32’, 68’ Masný 43’, 71’ | Marcatori | 59’ Lee Yi-Woo |

| Arbitro: | Glöckner |

|             |           |            |
| Roberto 10’ | Marcatori | 88’ Shanin |

| Arbitro: | Zsolt |

|                                              |           |          |
| Vojta 5’, 27’ Urban 36’ Mráz 83’ Cvetler 84’ | Marcatori | 53’ Riad |

| Arbitro: | Boukkili |

|                                            |           |  |
| Zé Roberto 30’ Elizeu 44’, 54’ Roberto 73’ | Marcatori |  |

| Arbitro: | Tehrani |

|  |           |             |
|  | Marcatori | 77’ Valošek |

| Arbitro: | Glöckner |

|  |           |                                                                                  |
|  | Marcatori | 14’, 17’, 40’, 48’, 72’, 77’ Riad 50’Mohamed 61’ Elfanagili 66’ Etman 78’ Hassan |

#### Girone D
| Squadra   | P.ti | G | V | N | P | GF | GS | DR |
| --------- | ---- | - | - | - | - | -- | -- | -- |
| Ghana     | 3    | 2 | 1 | 1 | 0 | 4  | 3  | +1 |
| Giappone  | 2    | 2 | 1 | 0 | 1 | 5  | 5  | 0  |
| Argentina | 1    | 2 | 0 | 1 | 1 | 3  | 4  | -1 |
| Italia    | -    | - | - | - | - | -  | -  | -  |

| Arbitro: | Ashkenazi |

|           |           |               |
| Bulla 26’ | Marcatori | 80’ Acquah E. |

| Arbitro: | Škorić |

|                    |           |                                    |
| Domínguez 24’, 62’ | Marcatori | 54’ Sugiyama 81’ Kawabuchi 82’ Ogi |

| Arbitro: | Nitescu |

|                                         |           |                           |
| Agyemang 27’ Acquah S. 69’ Fulaiteh 80’ | Marcatori | 12’ Sugiyama 52’ Yaegashi |

### Fase a eliminazione diretta
|  | Quarti di finale              | Quarti di finale  |                           |                           | Semifinali       | Semifinali      |  |  | Finale            | Finale |
|  |                               |                   |                           |                           |                  |                 |  |  |                   |        |
|  | 18 ottobre, Tokyo             |                   |                           |                           |                  |                 |  |  |                   |        |
|  |                               |                   |                           |                           |                  |                 |  |  |                   |        |
|  | 1A. Squadra Unificata Tedesca | 1                 |                           |                           |                  |                 |  |  |                   |        |
|  | 1A. Squadra Unificata Tedesca | 1                 | 20 ottobre, Tokyo         |                           |                  |                 |  |  |                   |        |
|  | 2B. Jugoslavia                | 0                 |                           |                           |                  |                 |  |  |                   |        |
|  | 2B. Jugoslavia                | 0                 | Squadra Unificata Tedesca | 1                         |                  |                 |  |  |                   |        |
|  | 18 ottobre, Tokyo             |                   | Squadra Unificata Tedesca | 1                         |                  |                 |  |  |                   |        |
|  |                               | Cecoslovacchia    | 2                         |                           |                  |                 |  |  |                   |        |
|  | 1C. Cecoslovacchia            | Cecoslovacchia    | 2                         | 4                         |                  |                 |  |  |                   |        |
|  | 1C. Cecoslovacchia            |                   | 23 ottobre, Tokyo         | 4                         |                  |                 |  |  |                   |        |
|  | 2D. Giappone                  | 0                 |                           |                           |                  |                 |  |  |                   |        |
|  | 2D. Giappone                  | 0                 | Ungheria                  | 2                         |                  |                 |  |  |                   |        |
|  | 18 ottobre, Yokohama          |                   | Ungheria                  | 2                         |                  |                 |  |  |                   |        |
|  |                               | Cecoslovacchia    | 1                         |                           |                  |                 |  |  |                   |        |
|  | 1B. Ungheria                  | Cecoslovacchia    | 1                         | 1                         |                  |                 |  |  |                   |        |
|  | 1B. Ungheria                  | 20 ottobre, Tokyo |                           | 1                         |                  |                 |  |  |                   |        |
|  | 2A. Romania                   | 0                 |                           |                           |                  |                 |  |  |                   |        |
|  | 2A. Romania                   | 0                 | Ungheria                  | 6                         | Finale 3º posto  | Finale 3º posto |  |  |                   |        |
|  | 18 ottobre, Saitama           |                   | Ungheria                  | 6                         | Finale 3º posto  | Finale 3º posto |  |  |                   |        |
|  |                               | Rep. Araba Unita  | 1                         |                           |                  |                 |  |  |                   |        |
|  | 1D. Ghana                     | Rep. Araba Unita  | 1                         | 1                         | Rep. Araba Unita | 1               |  |  |                   |        |
|  | 1D. Ghana                     |                   |                           | 1                         | Rep. Araba Unita | 1               |  |  |                   |        |
|  | 2C. Rep. Araba Unita          | 5                 |                           | Squadra Unificata Tedesca | 3                |                 |  |  |                   |        |
|  | 2C. Rep. Araba Unita          | 5                 |                           |                           | 3                |                 |  |  |                   |        |
|  |                               |                   |                           |                           |                  |                 |  |  | 23 ottobre, Tokyo |        |
|  |                               |                   |                           |                           |                  |                 |  |  |                   |        |

#### Quarti di finale
| Arbitro: | De Silva |

|            |           |  |
| Frenzel 1’ | Marcatori |  |

| Arbitro: | Ashkenazi |

|                        |           |  |
| Csernai 2’, 84’ (rig.) | Marcatori |  |

| Arbitro: | De Queiroz |

|                                              |           |  |
| Brumovský 43’, 59’ Vojta 69’ (rig.) Mráz 86’ | Marcatori |  |

| Arbitro: | Glöckner |

|          |           |                                              |
| Mfum 37’ | Marcatori | 42’, 61’ Badawi 65’ Riad 69’, 85’ Elfanagili |

#### Semifinali
| Arbitro: | Ashkenazi |

|                        |           |             |
| Lichtnégl 47’ Mráz 89’ | Marcatori | 25’ Nöldner |

| Arbitro: | Comesaña |

|                                        |           |  |
| Bene 7’, 20’, 66’, 77’ Komora 29’, 58’ | Marcatori |  |

#### Semifinali di consolazione
| Arbitro: | Imam |

|              |           |                                        |
| Kamamoto 61’ | Marcatori | 3’, 5’, 43’, 63’ Zambata 28’, 60’ Osim |

| Arbitro: | De Silva |

|                                         |           |                   |
| Pavlovici 12’, 19’, 74’ Creiniceanu 41’ | Marcatori | 25’, 44’ Fulaiteh |

#### Finale per il 5º posto
| Arbitro: | Zsolt |

|  |           |                                           |
|  | Marcatori | 50’ Pavlovici 52’ Pîrcălab 78’ Constantin |

#### Finale per il 3º posto
| Arbitro: | Yokoyama |

|                                   |           |                  |
| Frenzel 17’ Vogel 48’ Stöcker 56’ | Marcatori | 75’ (rig.) Attia |

#### Finale per il 1º posto
| Arbitro: | Ashkenazi |

| |            |                                                                                  |
| Brumovský 80’                                                                                          | Marcatori  | 47’ (aut.) Weiss 59’ Bene                                                        |
| · Schmucker · Urban · Weiss · Pičman · Vojta · Geleta · Mráz · Lichtnégl · Masný · Valošek · Brumovský | Formazioni | Szentmihályi Csernai Novák Orbán Ihász Szepesi Komora Bene Farkas Katona Nógrádi |
| Vytlačil                                                                                               | Allenatori | Baróti                                                                           |

## Podio
| 2º posto Cecoslovacchia | Campione olimpico di calcio maschile Ungheria 2º titolo | 3º posto Squadra Unificata Tedesca |

| Pos | Squadra                   | Formazione |
| --- | ------------------------- | --- |
|     | Ungheria                  | Ferenc Bene, Tibor Csernai, Antal Dunai, János Farkas, József Gelei, Kálmán Ihász, Benő Káposzta, Sándor Katona, Imre Komora, György Nagy, István Nagy, Ferenc Nógrádi, Dezső Novák, Árpád Orbán, Pál Orosz, Károly Palotai, Antal Szentmihályi, Gusztáv Szepesi, Zoltán Varga. All. Lajos Baróti.                                                         |
|     | Cecoslovacchia            | Jan Brumovský, Ľudovít Cvetler, Ján Geleta, František Knebort, Karel Knesl, Karel Lichtnégl, Vojtech Masný, Štefan Matlák, Ivan Mráz, Karel Nepomucký, Zdeněk Pičman, František Schmucker, Anton Švajlen, Anton Urban, František Valošek, Josef Vojta, Vladimír Weiss. All. Rudolf Vytlačil.                                                               |
|     | Squadra Unificata Tedesca | Gerd Backhaus, Wolfgang Barthels, Bernd Bauchspieß, Dieter Engelhardt, Otto Fräßdorf, Henning Frenzel, Manfred Geisler, Jürgen Heinsch, Gerhard Körner, Klaus Lisiewicz, Jürgen Nöldner, Herbert Pankau, Peter Rock, Klaus-Dieter Seehaus, Hermann Stöcker, Werner Unger, Klaus Urbanczyk, Eberhard Vogel, Manfred Walter, Horst Weigang. All. Károly Sós. |

## Classifica marcatori
12 reti
- Bene (2 rigori)

8 reti
- Riad

6 reti
- Pavlovici
- Csernai (2 rigori)

5 reti
- Mráz
- Zambata

4 reti
- Vojta (1 rigore)
- Belin
- Osim
- Frenzel

3 reti
- Brumovský
- Elfanagili
- Fulaiteh
- Vogel

2 reti
- Domínguez
- Elizeu
- Roberto
- Lichtnégl
- Masný
- Sugiyama
- Badawi
- Creiniceanu
- Pîrcălab
- Nöldner
- Komora

1 rete
- Bulla
- Zé Roberto
- Cvetler
- Urban
- Valošek
- Lee Yi-Woo
- Acquah E.
- Acquah S.
- Agyemang
- Mfum
- Kamamoto
- Kawabuchi
- Ogi
- Yaegashi
- Nirlou
- Samardžić
- Bouachra

- Fragoso
- González
- Attia (1 rigore)
- Etman
- Hassan
- Mohamed
- Shanin
- Constantin
- Ionescu
- Barthels
- Bauchspieß
- Stöcker
- Farkas

Autoreti
- Weiss (1)